# Les Volbecs
Les Volbecs est une série d'animation franco-suisse de Robi Engler, diffusée entre 1992 et 1993. Elle est inspirée du roman L'Oiseau de Paradis : Voler vert chanter rouge de Fernand Barthélémy.

## Description

### Histoire
Les volbecs sont une espèce d'oiseaux extraterrestres. Ils vivent sur une planète lointaine, et se nourrissent des couleurs de l'arc-en-ciel. On apprend dans l'un des épisodes que leurs ancêtres sont originaires des monts du Forez. Un jour, une plume d'une couleur inconnue, le noir, tombe sur la planète. Il ne peut s'agir que de la plume d'un volbec égaré. Le vieux sage du peuple volbec envoie un jeune à la recherche de l'égaré. Après avoir réussi cette première mission, une femelle volbec tombe malade, devenant intolérante aux couleurs se trouvant dans l'arc-en-ciel. Le vieux sage du peuple volbec envoie alors le même émissaire sur la Terre, afin d'y trouver la couleur qui la guérira.
Le volbec explorateur arrive sur Terre. Il va de découverte en découverte, goûtant les plantes, les fleurs et les objets qu'il y rencontre. Aidé par des compagnons de rencontre, rat, pélican, ses trouvailles lui font également expérimenter des sentiments humains, quoiqu'il n'en rencontre jamais d'êtres humains.

### Personnage
Un volbec peut être décrit comme une sorte d'oiseau. Ressemblant à une citrouille lorsqu'il est posé, il ressemble à une méduse lorsqu'il s'envole.
Le volbec se nourrit en plongeant son bec dans l'arc-en-ciel. Mais le volbec émissaire montre qu'il peut également « goûter » d'autres objets en y plongeant son bec. En se nourrissant, le corps du volbec prend la teinte de la couleur dont il se nourrit. Par une certaine forme de synesthésie, il ressent en même temps une émotion qu'il associe à la teinte ou à l'objet source de la teinte.

### Message
La série Les Volbecs est à destination d'un public jeune. À chaque épisode, l'enfant apprend le nom d'une fleur et d'une couleur. L'œuvre présente également sur un ton assez triste les ravages causés par l'Homme sur la nature.

## Technique

### Production
La série produite par France 3, CSM Productions et la Télévision suisse romande est inspirée des romans Voler vert et chanter rouge et L'Oiseau de paradis de Fernand Barthélémy aux éditions Cabédita. Elle est composée de vingt-six épisodes de cinq minutes chacun, répartis en deux saisons de treize épisodes, sorties en 1992 et 1993. La série est d'abord diffusée France 3 en France. Elle est ensuite diffusée sur la TSR, puis la TSI diffuse une version en italien, toujours en Suisse.
La technique d'animation par ordinateur est originale, faisant des Volbecs la première série conçue sur ordinateur en Suisse, avec l'appui des moyens de France 3 Nancy et d'Animagination.
Le DVD reprenant l'intégrale de la série, avec en bonus le film pilote, est sorti en mars 2008 en Suisse, puis en mai 2008 en France et en Belgique.

### Liste des épisodes
Saison 1« Les couleurs »
| no | Couleur         | Sentiment  |
| -- | --------------- | ---------- |
| 1  | Orange          | Curiosité  |
| 2  | Rose            | Amitié     |
| 3  | Carmin          | Colère     |
| 4  | Vert            | Espoir     |
| 5  | Violet          | Mélancolie |
| 6  | Bleu roi        | Fierté     |
| 7  | Brun            | Solitude   |
| 8  | Gris argent     | Peur       |
| 9  | Jaune d'or      | Joie       |
| 10 | Mauve           | Pitié      |
| 11 | Jaune citron    | Jalousie   |
| 12 | Noir            | Désespoir  |
| 13 | Rouge vermillon | Amour      |

Saison 2« Les plantes »
| no | Plante          |
| -- | --------------- |
| 14 | La violette     |
| 15 | Le chardon      |
| 16 | La pâquerette   |
| 17 | La camomille    |
| 18 | Le myosotis     |
| 19 | Le plantain     |
| 20 | Le coquelicot   |
| 21 | L'hellébore     |
| 22 | Le pissenlit    |
| 23 | La verveine     |
| 24 | Le nénuphar     |
| 25 | Le bleuet       |
| 26 | La persévérance |

### Distribution
Réalisation
- Réalisateur : Robi Engler
- Scénariste : Paule Ravenne
- Décors : John Howe, Fataneh Howe
- Narrateur : Daniel Beretta

Générique
- Interprète : Nicole Schoefel
- Compositeur : Thierry Fervant

## Postérité
Au Musée cantonal de zoologie de Lausanne, on pouvait admirer un volbec dans la vitrine des « animaux en voie d’apparition ».